# Earl of Eglinton

Wappen des Earl of Eglinton and Winton

Earl of Eglinton (auch Eglintoun) ist ein erblicher britischer Adelstitel in der Peerage of Scotland.
Der jeweilige Earl of Eglinton ist auch erblicher Clan Chief des Clan Montgomery.
Familiensitz der Earls war bis 1925 Eglinton Castle bei Kilwinning in North Ayrshire und ist heute Balhomie House bei Cargill in Perthshire.

## Verleihung und nachgeordnete Titel
Der Titel wurde am 20. Januar 1508 für Hugh Montgomerie, 2. Lord Montgomerie, geschaffen. Dieser war ein wichtiger Peer, der den schottischen König unterstützte.
Der Vater des ersten Earls war bereits um 1445 zum Lord Montgomerie erhoben worden. Dieser Titel gehört als Lordship of Parliament ebenfalls zur Peerage of Scotland und wird vom ältesten Sohn des jeweiligen Earls als Höflichkeitstitel geführt.
Da sein Ur-ur-urenkel, der 5. Earl, kinderlos war, erwirkte er mit Urkunde vom 28. November 1611 eine Ergänzung der Erbregelung der Titel, so dass diese in Ermangelung eigener männlicher Nachkommen auch an seinen Cousin Sir Alexander Seton of Foulstruther, den dritten Sohn seiner Tante Margaret Montgomerie, Countess of Winton, sowie dessen männliche Nachkommen, und in deren Ermangelung auch an dessen jüngere Brüder Sir Thomas Seton of Over Olwestob und Sir John Seton of St Germains und deren männliche Nachkommen vererbbar sind. Entsprechend beerbte ihn 1612 sein Cousin Alexander als 6. Earl, der daraufhin seinen Nachnamen von Seton zu Montgomerie änderte.
Dessen Ur-urenkel, dem 12. Earl, wurde am 15. Februar 1806 zudem der Titel Baron Ardrossan, of Ardrossan in the County of Ayr, verliehen. Dieser gehört zur Peerage of the United Kingdom und berechtigte den Earl im Gegensatz zu seinen schottischen Titeln zu einem automatischen Sitz im britischen House of Lords.
Seinem Sohn, dem 13. Earl, wurden 1859 außerdem der Titel Earl of Winton in der Peerage of the United Kingdom verliehen, der früher bereits einmal von einem Verwandten getragen worden waren. Der 13. Earl war von 1852 bis 1853 und von 1858 bis 1859 Lord Lieutenant of Ireland gewesen.
Heutiger Titelinhaber ist seit 2018 dessen Ur-ur-urenkel Hugh Montgomerie, 19. Earl of Eglinton.

## Liste der Lords Montgomerie und Earls of Eglinton

### Lords Montgomerie (um 1445)
- Alexander Montgomerie, 1. Lord Montgomerie († 1470)
- Hugh Montgomerie, 2. Lord Montgomerie (um 1460–1545) (1508 zum Earl of Eglinton erhoben)

### Earls of Eglinton (1508)

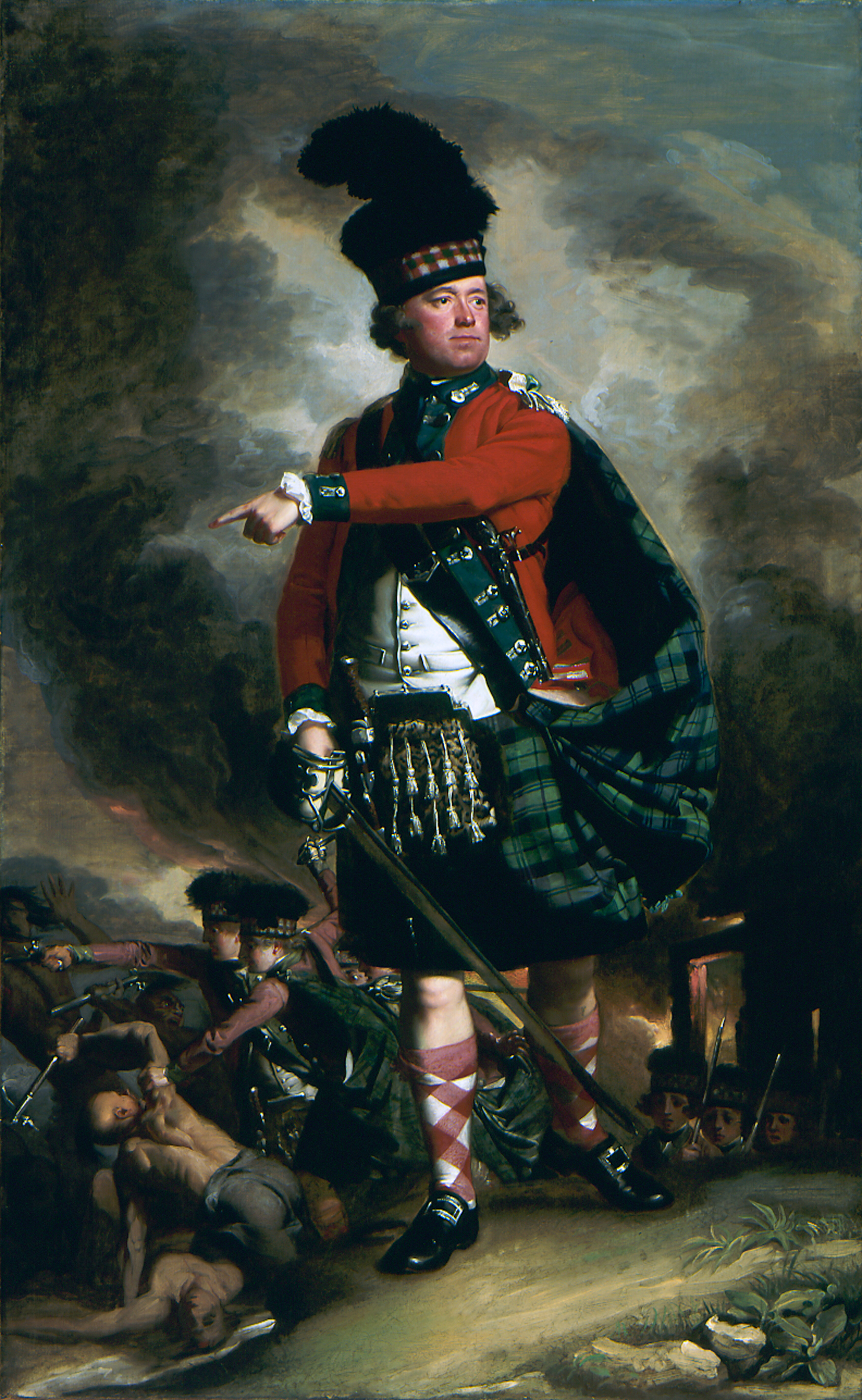
Hugh Montgomerie, 12. Earl of Eglinton

- Hugh Montgomerie, 1. Earl of Eglinton (um 1460–1545)
- Hugh Montgomerie, 2. Earl of Eglinton († 1546)
- Hugh Montgomerie, 3. Earl of Eglinton (um 1531–1585)
- Hugh Montgomerie, 4. Earl of Eglinton (1563–1586)
- Hugh Montgomerie, 5. Earl of Eglinton († 1612)
- Alexander Montgomerie, 6. Earl of Eglinton (1588–1661)
- Hugh Montgomerie, 7. Earl of Eglinton (1613–1669)
- Alexander Montgomerie, 8. Earl of Eglinton († 1701)
- Alexander Montgomerie, 9. Earl of Eglinton (um 1660–1729)
- Alexander Montgomerie, 10. Earl of Eglinton (1723–1769)
- Archibald Montgomerie, 11. Earl of Eglinton (1726–1796)
- Hugh Montgomerie, 12. Earl of Eglinton (1739–1819)
- Archibald Montgomerie, 13. Earl of Eglinton, 1. Earl of Winton (1812–1861)
- Archibald Montgomerie, 14. Earl of Eglinton, 2. Earl of Winton (1841–1892)
- George Montgomerie, 15. Earl of Eglinton, 3. Earl of Winton (1848–1919)
- Archibald Montgomerie, 16. Earl of Eglinton, 4. Earl of Winton (1880–1945)
- Archibald Montgomerie, 17. Earl of Eglinton, 5. Earl of Winton (1914–1966)
- Archibald Montgomerie, 18. Earl of Eglinton, 6. Earl of Winton (1939–2018)
- Hugh Montgomerie, 19. Earl of Eglinton, 7. Earl of Winton (* 1966)

Titelerbe (Heir apparent) ist der Sohn des jetzigen Earls, Rhuridh Montgomerie, Lord Montgomerie (* 2007).